# Dark Side (canción)
«Dark Side» es una canción de la cantante estadounidense Kelly Clarkson, escrita por Busbee, Alexander Geringas y producida por Greg Kurstin. Fue lanzada por RCA Records el 5 de junio de 2012 como el tercer sencillo del quinto álbum de la cantante, Stronger. "Dark Side" es una canción mid-tempo de synth pop y la letra habla sobre la aceptación de uno mismo. Darren Criss interpretó esta canción para el episodio de la cuarta temporada de Glee, titulado "Dynamic Duets"

## Antecedentes
En julio de 2011 varios demos de Clarkson fueron filtrados en internet, entre ellos el de "Dark Side". La versión final de la canción también fue filtrada pero fue borrada rápidamente por RCA Records e IFPI. En una entrevista con New York Radio Z100, Clarkson reveló que estaba considerando en lanzar la canción como el tercer sencillo del álbum. Durante el Stronger Tour por Canadá, Clarkson confirmó a MTV News Canada que Dark Side sería lanzado como tercer sencillo del álbum.

## Video musical
El video musical para la canción fue dirigido por Shane Drake, quien también dirigió el video de Stronger (What Doesn't Kill You). Fue filmado el 28 de abril de 2012 en Downtown Los Angeles. El video fue lanzado el 24 de mayo de 2012 en la cuenta Vevo de la cantante.

## Lista de canciones
| Francia digital single 1. Dark Side - 3:44 Alemania digital EP 1. Dark Side - 3:44 2. Dark Side (Maison & Dragen Radio Mix) - 4:03 3. Dark Side (Moguai Radio Mix) - 2:59 US promo CD 1. Dark Side - 3:44 2. Dark Side (Instrumental) - 3:44 3. Dark Side (Maison & Dragen Radio Mix) - 4:03 4. Dark Side (Moguai Radio Mix) - 2:59 | US remixes 1. Main - 3:44 2. Instrumental - 3 :44 3. Papercha$er Radio Edit - 3:49 4. Papercha$er Club Remix - 5:56 5. Papercha$er Instrumental - 6:56 6. Moguai Radio Edit - 2:58 7. Moguai Vocal Club Remix - 6:20 8. Moguai Dub Remix - 6:13 9. Moguai & Dragon Radio Edit - 4:04 10. Maison & Dragen Club Remix - 6:00 11. Ean Sugarmann & Timofey Radio - 3:42 |  |

## Posicionamiento en listas
| Listas (2012)                               | Mejor posición |
| ------------------------------------------- | -------------- |
| Australia (ARIA)                            | 56             |
| Bélgica (Flandes) (Ultratip Bubbling Under) | 17             |
| Canadá (Canadian Hot 100)                   | 26             |
| Dinamarca (Airplay danés)                   | 5              |
| Irlanda (IRMA)                              | 42             |
| Países Bajos (Dutch Top 40)                 | 19             |
| Polonia (Polish Airplay Top 100)            | 3              |
| Escocia (Scottish Singles Sales Chart)      | 26             |
| South Korea (Gaon Chart)                    | 48             |
| Reino Unido (UK Singles Chart)              | 40             |
| Estados Unidos (Billboard Hot 100)          | 42             |
| Estados Unidos (Mainstream Top 40)          | 22             |
| Estados Unidos (Hot Dance Club Songs)       | 1              |
| Estados Unidos (Adult Top 40)               | 7              |
| Estados Unidos (Adult Contemporary)         | 19             |

| Listas (2012)                       | Posición |
| ----------------------------------- | -------- |
| US Adult Pop Songs (Billboard)      | 39       |
| US Adult Contemporary (Billboard)   | 50       |
| US Hot Dance Club Songs (Billboard) | 9        |